# Hal Lear
Harold C. Lear dit Hal Lear , né le 31 janvier 1935 à Philadelphie en Pennsylvanie et mort le 25 juin 2016 à White Plains dans l'État de New York, est un joueur américain de basket-ball. Il évolue durant sa carrière au poste d'arrière.

## Palmarès
- Most Outstanding Player 1956